# Parafia św. Paschalisa w Koziegłowach
Parafia św. Paschalisa Baylon w Koziegłowach – mariawicka parafia diecezji śląsko-łódzkiej, Kościoła Starokatolickiego Mariawitów w RP.
Siedziba parafii oraz kościół parafialny znajduje się w Koziegłowach przy ul. Cegielnianej 4, w gminie Koziegłowy, powiecie myszkowskim, województwie śląskim. 
Parafia została wydzielona w 1997 roku z terytorium parafii św. Marii Magdaleny w Gniazdowie. 
Nabożeństwa odprawiane są co drugą niedzielę o godzinie 10.00 oraz we wszystkie ważniejsze święta i uroczystości.  
Adoracja miesięczna odprawiana jest 17 dnia miesiąca o godzinie 17.00.  